# Only My Railgun
"Only My Railgun" (cách điệu thành "only my railgun") là đĩa đơn của cặp song ca nhạc pop và trance Nhật Bản fripSide, được Geneon Universal Entertainment phát hành vào ngày 4 tháng 11, 2009. Bài hát được dùng làm nhạc chủ đề đầu phim đầu tiên cho anime Toaru Kagaku no Railgun của J.C.Staff.

## Danh sách track
Tất cả nhạc phẩm được soạn bởi Yaginuma Satoshi.
| "Only My Railgun" CD track listing | "Only My Railgun" CD track listing | "Only My Railgun" CD track listing | "Only My Railgun" CD track listing |
| STT                                | Nhan đề                            | Phổ lời                            | Thời lượng                         |
| ---------------------------------- | ---------------------------------- | ---------------------------------- | ---------------------------------- |
| 1.                                 | "Only My Railgun"                  | Yaginuma Satoshi Yuki-ka           | 4:17                               |
| 2.                                 | "Late in Autumn"                   | Nanjō Yoshino Yuki-ka              | 6:09                               |
| 3.                                 | "Only My Railgun" (khí nhạc)       |                                    | 4:16                               |
| 4.                                 | "Late in Autumn" (khí nhạc)        |                                    | 6:06                               |
| Tổng thời lượng:                   | Tổng thời lượng:                   | Tổng thời lượng:                   | 20:48                              |

### Bản giới hạn
Bản giới hạn của đĩa đơn được đi kèm với một DVD và phát hành vào ngày 4 tháng 11, 2009.
| "Only My Railgun" DVD track listing | "Only My Railgun" DVD track listing | "Only My Railgun" DVD track listing | "Only My Railgun" DVD track listing |
| STT                                 | Nhan đề                             | Phổ lời                             | Thời lượng                          |
| ----------------------------------- | ----------------------------------- | ----------------------------------- | ----------------------------------- |
| 1.                                  | "Only My Railgun (PV)"              | Yuki-ka                             |                                     |
| 2.                                  | "Making"                            |                                     |                                     |
| 3.                                  | "Spot (In Stores Now ver.)"         |                                     |                                     |
| 4.                                  | "Spot (Special ver.)"               |                                     |                                     |

## Đón nhận

### Doanh số
"Only My Railgun" bán được 26.000 bản vào cuối tuần đầu tiên kể từ ngày phát hành. Bài hát được Hiệp hội Công nghiệp Ghi âm Nhật Bản chứng nhận Vàng ở cả hạng mục đĩa vật lý và streaming.

### Bảng xếp hạng
| Năm  | Bảng xếp hạng                          | Vị trí cao nhất |
| ---- | -------------------------------------- | --------------- |
| 2009 | Nhật Bản Oricon Singles Chart (Oricon) | 3               |

### Danh hiệu
Vào tháng 10 năm 2010, "Only My Railgun" thắng giải Radio Kansai Award tại Giải thưởng Animation Kobe.